# 멜렌디 브릿

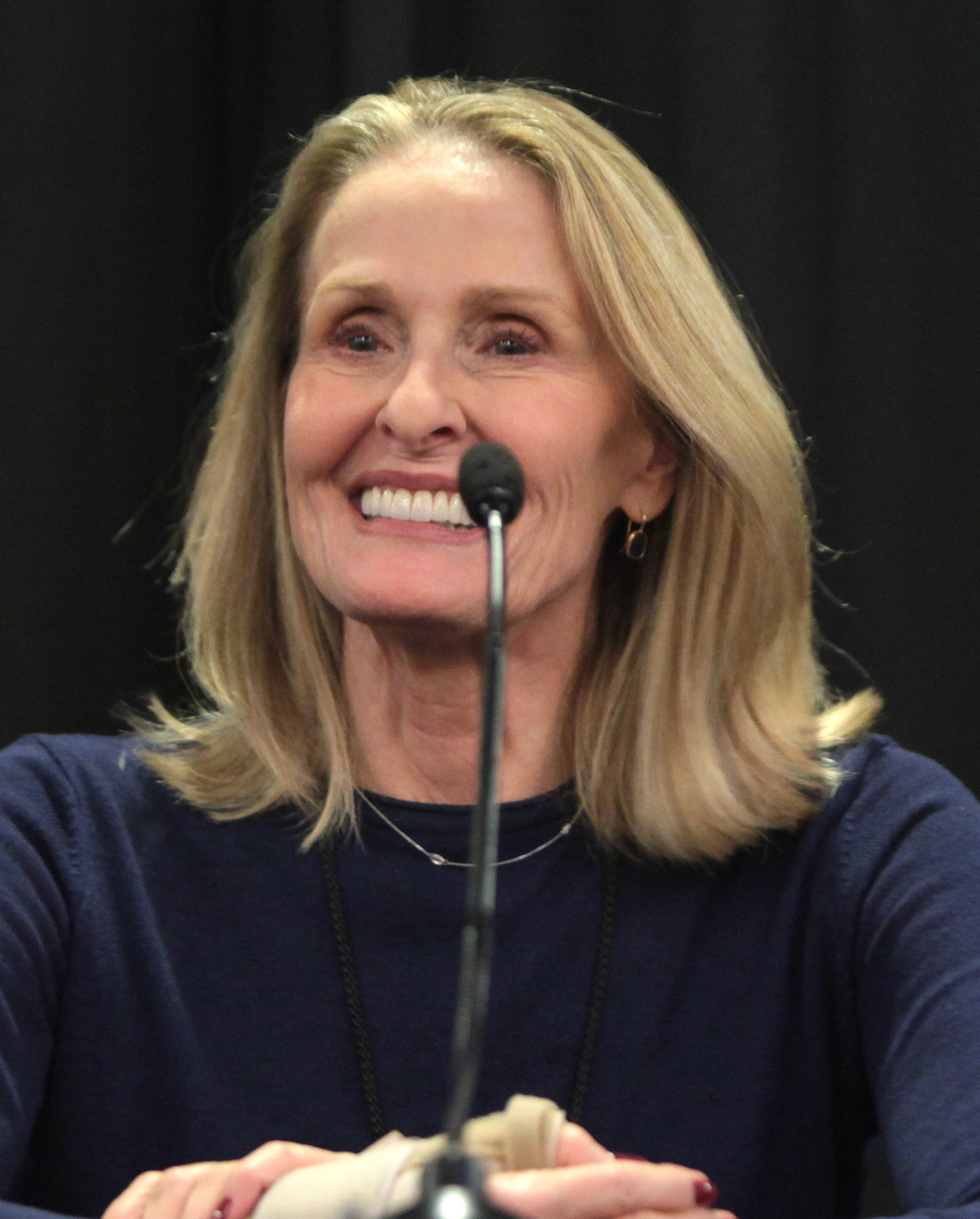

멜렌디 브릿(Melendy Britt, 1943년 10월 31일 ~ )은 미국의 배우, 텔레비전 배우, 성우, 영화배우이다.
샬럿에서 태어났다.

## 방송
- 우주의 여왕 쉬라 2
- 우주의 여왕 쉬라 1

## 영화
- 마이클 잭슨스 할로윈 (2017년)
- 아바타: 아앙의 전설 (2005년)
- 다니엘 스틸 - 스타 (1993년)
- 위기의 핵잠수함 (1978년)
- 배트맨의 모험 (1977년) - 배트걸 역
- 더 영 앤 더 레스트리스 (1973년)